# Andronikos IV.
Andronikos IV. Palaiologos (2. dubna 1348 – 28. června 1385) vládl v byzantské říši v letech 1376–1379.
Vzdorocísař proti Janovi V. Roku 1376 se pomocí Turků a Janovanů zmocnil Konstantinopole, uvěznil členy císařské rodiny (své vlastní příbuzné) a sám se ujal vlády nad Byzancí. Roku 1379 byl s pomocí Benátčanů a Turků sesazen.